# P. Craig Russell
Pour les articles homonymes, voir Craig Russell.
Philip Craig Russell, né le 30 octobre 1951 à Wellsville (Ohio), est un artiste dessinateur, illustrateur, encreur et scénariste de comics américain plus connu pour ses travaux traitant de thèmes mythiques. Son travail lui a valu plusieurs prix Harvey et Eisner. Ce fut le premier auteur de comic book mainstream renommé qui ait fait son coming out.

## Biographie
P. Craig Russell se fit connaître dans les comics en 1972. Il dessine quelques comics pour Marvel Comics dont un The Astonishing Ant-Man que les responsables éditoriaux font retoucher. Ce geste irrite Russell qui en parle dans un fanzine. Marvel à ce moment augmente le nombre de séries et a besoin de dessinateurs ; P. Craig Russell continue donc à trouver du travail chez cet éditeur bien qu'il ait failli être renvoyé. On lui confie alors The War of the World publié dans Amazing Adventures mettant en scène le héros Killraven sur des scénarios de Don McGregor.  Il dessine aussi le roman graphique consécutif mettant en scène ce même personnage. Cette collaboration avec le scénariste Don McGregor attire sur lui l'attention du scénariste Roy Thomas, qui préparait une adaptation en comics des histoires d'Elric de Michael Moorcock. Le premier à être imprimé fut The Dreaming City, roman graphique qui fut publié en 1982. En 1983, Thomas and Russell, avec Michael T. Gilbert, adaptèrent Elric of Melnibone en comics de 6 épisodes (republié en un seul volume en 1986).
Il a adapté des contes d'Oscar Wilde.
La passion principale de Russell est l'opéra, et il a dessiné des adaptations en comics de Pelléas et Mélisande de Maurice Maeterlinck, Salomé d'Oscar Wilde, La Flûte enchantée de Mozart, ainsi que Parsifal et L'Anneau du Nibelung de Richard Wagner.
Il a aussi travaillé sur Sandman scénarisé par Neil Gaiman, adapté une de ses nouvelles en comics, Murder Mysteries (Les Mystères du Meurtre, traduit par Semic) ainsi que Coraline en 2008.

## Récompenses
- 1975 : Prix Shazam du meilleur nouveau talent
- 1993 : Prix Eisner du meilleur dessinateur/encreur pour une publication en couleur avec Fairy Tales of Oscar Wilde, Robin 3000 et Legends of the Dark Knight: Hothouse
- 1993 : Prix Harvey du meilleur album pour Fairy Tales of Oscar Wilde
- 1994 : Prix Eisner du meilleur dessinateur/encreur pour The Sandman n°50
- 1995 : Prix Eisner du meilleur album pour Fairy Tales of Oscar Wilde
- 1995 : Prix Eisner du meilleur produit dérivé pour la statuette Sandman Arabian Nights réalisée par Randy Bowen (de)
- 1998 : Prix Eisner du meilleur dessinateur/encreur pour Elric: Stormbringer et Dr. Strange : What Is It That Disturbs You, Stephen?
- 1998 : Prix Harvey du meilleur dessinateur pour l'ensemble de ses travaux en 1997, en particulier Elric de Melniboné : Stormbringer et Dr. Strange : What Is It That Disturbs You, Stephen?
- 2001 : Prix Eisner de la meilleure mini-série pour The Ring of the Nibelung (avec Patrick Mason d'après Richard Wagner)
- 2001 : Prix Eisner du meilleure dessinateur/encreur pour The Ring of the Nibelung
- 2004 : Prix Eisner de la meilleure histoire courte pour « Death », dans The Sandman : Nuits éternelles (avec Neil Gaiman)
- 2009 : Prix Eisner de la meilleure publication pour adolescents pour Coraline (d'après Neil Gaiman)
- 2022 : Inscrit au temple de la renommée Will Eisner[2]